# Elysia canguzua
Elysia canguzua is een slakkensoort uit de familie van de Plakobranchidae. De wetenschappelijke naam van de soort werd  voor het eerst geldig gepubliceerd in 1955 door Er. Marcus.